# Chionochloa rubra
Espèce
Chionochloa rubra est une espèce de plantes à fleurs, de la famille des Poacées. Son aire de répartition naturelle se situe en Nouvelle-Zélande (y compris l'île Stewart), où elle est communément appelée red tussock grass (« herbe à touffes rouges »). C'est une plante vivace qui pousse principalement dans les régions tempérées.

## Description
La Nouvelle-Zélande compte 22 espèces endémiques de Chionochloa, dont C. rubra, qui se distingue des autres membres du genre par son aspect particulier. C. rubra a une longue durée de vie, son feuillage est rarement mort autour de la plante, ce qui lui donne un aspect net, élégant et vertical. La plante peut atteindre 1 à 1,2 m de haut en sol riche et humide, et ses capitules peuvent atteindre une hauteur encore plus grande. Le limbe des feuilles peut atteindre 1 m de long et 1,2 mm de diamètre, et la plante elle-même atteint 50 cm de diamètre (avec une faible extension rhizomateuse). La présence de longs poils près de la base de la feuille et de dents pointues vers l'apex permet de la distinguer des autres espèces de Chionochloa. On trouve également des rangées de poils courts à la base de la feuille.
Dans les habitats secs, comme les sols argileux secs, la plante peine à pousser et peut atteindre seulement 90 cm de hauteur, ce qui peut prêter à confusion avec d'autres espèces de Chionochloa.
Selon la sous-espèce, la couleur fauve des feuilles varie du vert au bronze ou au rouge, couleur dominante.
En général, C. rubra est une grande plante brun rougeâtre aux feuilles fines qui se regroupent en touffes pour lui donner sa forme classique en arc de cercle.
Il a été observé que C. rubra présente un phénomène inhabituel : produire de nombreuses graines en réponse à une diminution de la prédation. En revanche, sa production de graines est plus faible dans les zones à fort|e prédation. Les touffes rouges produisent des graines chaque année dans les zones alpines basses, ce qui diffère des autres espèces de Chionochloa. C. rubra produisent des graines plus abondantes à haute altitude. Ces changements s'expliquent par le fait que C. rubra ne présente pas d'écotypes adaptés à l'altitude, la satiété des prédateurs de graines et le semis abondant étant inefficaces à basse altitude.

## Répartition et habitat
C. rubra est endémique de Nouvelle-Zélande,. Elle est dispersée depuis les champs volcaniques centraux et la chaîne de Huiarau jusqu'à l'île Stewart, et depuis la zone inférieure de la ceinture de hautes touffes d'arbustes, jusqu'au niveau de la mer dans le sud de la Nouvelle-Zélande.

### Habitat
Il existe deux types différents de prairies à touffes : la « Low tussock-grassland » (la prairie à touffes basses », dominée par de petites graminées à touffes, et la « Tall tussock-grassland » (prairie à touffes hautes) , dominée par des touffes généralement plus grandes. C. rubra se trouve principalement dans les prairies à touffes hautes et couvre la majeure partie du sol de pierre ponce et de scories situé sur le plateau volcanique entre 900 et 1 200 m d'altitude.
La C. rubra à touffe rouge est une plante très adaptable qui peut pousser dans des environnements exposés et venteux. Elle tolère les sols pauvres en nutriments et pousse dans des conditions de sol relativement humides ou sèches,.
Chionochloa rubra est une espèce utile pour aider au rétablissement des habitats naturels, notamment comme plante tampon autour des zones humides.C.rubra peut avoir une croissance lente et préfère les climats frais et humides. C’est une plante résistante grâce à sa texture robuste.

## Écologie
Les graines de Chionochloa rubra sont dispersées par la gravité et le vent, avec très peu d'invertébrés ou de mammifères comme agents pollinisateurs. Le semis en masse est la principale technique utilisée pour prévenir la perte de graines par les prédateurs (difficiles à satisfaire en raison de leur appétit démesuré) et les autres plantes concurrentes. Le semis en masse consiste à produire une grande quantité de graines, libérées d'un seul coup sur une grande surface. Il faut généralement quelques années à la plante pour produire suffisamment de graines pour mener à bien ce processus. Ce mode de dispersion est particulièrement répandu dans la vallée de Takahe, dans le sud de la Nouvelle-Zélande. Des statistiques et des études ont montré que la perte annuelle moyenne varie de 10 à 33 % lors d'une étude de quatre ans menée dans la vallée de Takahe. Sans semis massif, la plante ne pourrait donc pas prospérer telle qu'elle est. La graine est déposée sur un sol bien drainé et humide où elle commence à pousser. La plante fleurit pendant l'été, d'octobre à décembre, et produit des fruits tout autour de novembre à mai.

### Prédation
La zone du plateau volcanique n'est plus épargnée : chevaux et vaches sauvages s'en nourrissent depuis de nombreuses années et, plus récemment, les lapins sont devenus des visiteurs fréquents de ces terres à touffes d'herbe. Cependant, l'espèce Chionochloa Rubra reste encore primitive.
Les inflorescences de Chionochloa spp. sont attaquées par au moins deux mouches et un papillon de nuit. Des recherches menées à Mt Hut, dans le comté de Canterbury, ont permis de découvrir deux mouches se nourrissant d'inflorescences de Chionochloa pallens, notamment d'œufs et de larves de Diplotoxa Similis (Diptera : Chloropidae), qui apparaissaient dans les inflorescences pendant leur croissance. Les larves se nourrissent principalement de fleurs, et la plupart des jeunes de Diplotoxa similis se nymphosent à la fin de la floraison, voire au cours de l'hiver, à l'état adulte. Une autre mouche, une cécidomyie non classée, pond ses œufs dans le pollen des fleurs pendant la floraison, donnant naissance à des larves à un stade précoce. Les larves à un stade avancé deviennent orange clair et sont généralement moins actives. Elles finissent par être lâchées en fin de saison. Le papillon est  Megacraspedus Calamogonus (Lepidoptera : Gelechiidae), doté de grandes chenilles actives, apparaît en début de saison.

## Culture
Chionochloa rubra est cultivé. Au Royaume-Uni, il a reçu le prix du mérite horticole de la Royal Horticultural Society,.

## Chionochloa rubraet l'Homme
Dans les anciennes sociétés maories du sud, on utilisait des touffes de touffes pour confectionner des jambières qui protégeaient leurs jambes nues des herbes. Les touffes de touffes étaient utilisées dans les paraerae (sandales) pour se réchauffer, car on a constaté qu'elles étaient beaucoup plus chaudes avec du patiti autour des pieds que sans.

## Liste des sous-espèces et variétés
Selon GBIF (11 août 2025) :
- Chionochloa rubra subsp. cuprea Connor
- Chionochloa rubra subsp. occulta Connor
- Chionochloa rubra subsp. rubra Zotov
- Chionochloa rubra var. inermis Connor

## Systématique
Le nom correct complet (avec auteur) de ce taxon est Chionochloa rubra Zotov (d).
Chionochloa rubra a pour synonyme :
- Chionochloa rubra var. rubra